# 大长屯站
大长屯站站址在吉林省吉林市丰满区，邮政编码132108。建于1940年。离龙潭山站8公里，离大丰满站15公里，隶属中国铁路沈阳局集团有限公司管辖。是龙丰铁路上的一座四等站。在龙丰铁路于1938年10月通车后不久，分别在中途增建了孟家站和大长屯站。在历史上，该站曾为周边居民提供过列车乘降服务。2016年由于龙丰铁路被吉林市绕城高速所切断，该站停止运营。